# Angath
Angath är en ort och kommun i distriktet Kufstein i förbundslandet Tyrolen i Österrike. Den ligger vid floden Inn.